# Campeonato Mundial de Halterofilismo de 2023 - Até 96 kg masculino
A categoria até 96 kg masculino foi um evento do Campeonato Mundial de Halterofilismo de 2023, disputado em Riade, na Arábia Saudita, nos dias 12 e 13 de setembro de 2023.

## Calendário
Horário local (UTC+3)
| Dia            | Horário | Fase    |
| -------------- | ------- | ------- |
| 12 de setembro | 20:30   | Grupo C |
| 13 de setembro | 14:00   | Grupo B |
| 13 de setembro | 16:30   | Grupo A |

## Medalhistas
| Evento    | Ouro                 | Ouro   | Prata                | Prata  | Bronze               | Bronze |
| --------- | -------------------- | ------ | -------------------- | ------ | -------------------- | ------ |
| Arranque  | Qasim Al-Lami (IRQ)  | 175 kg | Karim Abokahla (EGY) | 174 kg | Won Jong-beom (KOR)  | 172 kg |
| Arremesso | Karim Abokahla (EGY) | 213 kg | Won Jong-beom (KOR)  | 212 kg | Mahmoud Hassan (EGY) | 209 kg |
| Total     | Karim Abokahla (EGY) | 387 kg | Won Jong-beom (KOR)  | 384 kg | Qasim Al-Lami (IRQ)  | 379 kg |

## Recordes
Antes desta competição, o recorde mundial da prova era o seguinte:
| Recorde         | Tipo      | Atleta               | Peso   | Local     | Data                   |
| Recorde Mundial | Arranque  | Lesman Paredes (COL) | 187 kg | Tasquente | 14 de dezembro de 2021 |
| Recorde Mundial | Arremesso | Tian Tao (CHN)       | 231 kg | Tóquio    | 7 de julho de 2019     |
| Recorde Mundial | Total     | Sohrab Moradi (IRI)  | 416 kg | Asgabade  | 7 de novembro de 2018  |

## Resultado
Os resultados foram os seguintes.
| Pos.              | Atleta                     | Grupo | Arranque (kg) | Arranque (kg) | Arranque (kg) | Arranque (kg)     | Arremesso (kg) | Arremesso (kg) | Arremesso (kg) | Arremesso (kg)    | Total |
| Pos.              | Atleta                     | Grupo | 1             | 2             | 3             | Resultado         | 1              | 2              | 3              | Resultado         | Total |
| ----------------- | -------------------------- | ----- | ------------- | ------------- | ------------- | ----------------- | -------------- | -------------- | -------------- | ----------------- | ----- |
| Medalha de ouro   | Karim Abokahla (EGY)       | A     | 169           | 172           | 174           | Medalha de prata  | 208            | 208            | 213            | Medalha de ouro   | 387   |
| Medalha de prata  | Won Jong-beom (KOR)        | A     | 167           | 172           | 172           | Medalha de bronze | 209            | 211            | 212            | Medalha de prata  | 384   |
| Medalha de bronze | Qasim Al-Lami (IRQ)        | A     | 170           | 173           | 175           | Medalha de ouro   | 201            | 204            | 206            | 7                 | 379   |
| 4                 | Mahmoud Hassan (EGY)       | A     | 161           | 161           | 165           | 13                | 201            | 207            | 209            | Medalha de bronze | 374   |
| 5                 | Amir Hoghoughi (IRI)       | A     | 166           | 169           | 170           | 11                | 206            | 210            | 212            | 5                 | 372   |
| 6                 | Hakob Mkrtchyan (ARM)      | A     | 164           | 168           | 168           | 14                | 208            | 208            | 216            | 4                 | 372   |
| 7                 | Yeison López (COL)         | B     | 160           | 167           | 171           | 4                 | 200            | 200            | 205            | 11                | 371   |
| 8                 | Jhor Moreno (COL)          | A     | 165           | 170           | 173           | 6                 | 201            | 205            | 205            | 10                | 371   |
| 9                 | Pavel Khadasevich (ANA)    | A     | 167           | 171           | 171           | 8                 | 202            | 205            | 205            | 9                 | 369   |
| 10                | Davit Hovhannisyan (ARM)   | A     | 168           | 172           | 172           | 7                 | 200            | 200            | 212            | 12                | 368   |
| 11                | Assylzhan Bektay (KAZ)     | A     | 160           | 165           | 169           | 12                | 195            | 201            | 203            | 8                 | 368   |
| 12                | Boady Santavy (CAN)        | B     | 160           | 166           | 169           | 10                | 186            | 192            | 196            | 13                | 362   |
| 13                | Mohammad Zarei (IRI)       | A     | 160           | 166           | 167           | 9                 | 193            | 201            | 201            | 15                | 360   |
| 14                | Sunnatilla Usarov (UZB)    | B     | 163           | 163           | 171           | 15                | 190            | 190            | 196            | 17                | 353   |
| 15                | Brandon Vautard (FRA)      | B     | 142           | 147           | 147           | 23                | 200            | 205            | 205            | 6                 | 352   |
| 16                | Redon Manushi (FRA)        | B     | 158           | 162           | 162           | 16                | 181            | 185            | 188            | 19                | 350   |
| 17                | Amel Atencia (PER)         | C     | 150           | 155           | 155           | 20                | 180            | 186            | 192            | 16                | 342   |
| 18                | Cyrille Tchatchet (GBR)    | B     | 150           | 154           | 154           | 21                | 189            | 195            | 198            | 18                | 339   |
| 19                | Forrester Osei (GHA)       | C     | 140           | 145           | 151           | 18                | 180            | 186            | 193            | 20                | 337   |
| 20                | Lukas Kordušas (LTU)       | C     | 141           | 146           | 150           | 24                | 173            | 178            | 182            | 21                | 328   |
| 21                | Asem Al-Sallaj (JOR)       | C     | 137           | 137           | 145           | 25                | 177            | 183            | 185            | 22                | 314   |
| 22                | Vishal Sing Bist (NEP)     | C     | 120           | 126           | 133           | 26                | 155            | 162            | 165            | 23                | 291   |
| 23                | James Daley (JAM)          | C     | 104           | 108           | 110           | 27                | 130            | 135            | 135            | 24                | 243   |
| —                 | Şahzadbek Mätýakubow (TKM) | B     | 163           | 163           | 164           | —                 | 187            | 193            | 201            | 14                | —     |
| —                 | Sarat Sumpradit (THA)      | B     | 170           | 175           | 180           | 5                 | 205            | —              | —              | —                 | —     |
| —                 | José López (MEX)           | B     | 147           | 152           | 155           | 17                | 195            | 195            | 196            | —                 | —     |
| —                 | Theodoros Iakovidis (GRE)  | B     | 151           | 151           | 155           | 19                | 180            | 181            | 185            | —                 | —     |
| —                 | Alisher Seitkazy (KAZ)     | B     | 150           | 150           | 157           | 22                | 190            | 190            | —              | —                 | —     |
| —                 | Nathan Damron (USA)        | B     | —             | —             | —             | —                 | —              | —              | —              | —                 | —     |